# Route nationale 56 (Luxembourg)
Pour les articles homonymes, voir N56 et Route nationale 56.
La route nationale 56 est une route nationale luxembourgeoise.